# Frailes (kommunhuvudort)
Frailes är en kommunhuvudort i Spanien.   Den ligger i provinsen Provincia de Jaén och regionen Andalusien, i den södra delen av landet, 300 km söder om huvudstaden Madrid. Frailes ligger 972 meter över havet och antalet invånare är 1 790.
Terrängen runt Frailes är kuperad åt nordost, men åt sydväst är den platt. Runt Frailes är det glesbefolkat, med 15 invånare per kvadratkilometer. Närmaste större samhälle är Alcalá la Real, 8,0 km väster om Frailes. Trakten runt Frailes består till största delen av jordbruksmark.